# Eino Leino
Armas Einar Leopold Lönnbohm, conocido como Eino Leino (6 de julio de 1878, Paltamo – 10 de enero de 1926, Tuusula) fue un escritor, poeta y periodista finlandés. Leino es considerado uno de los escritores más notables de Finlandia.
Escribió diferentes novelas, poemas y obras de teatro. El día 6 de julio es el día de Eino Leino en Finlandia y se iza la bandera en su honor.

## Biografía

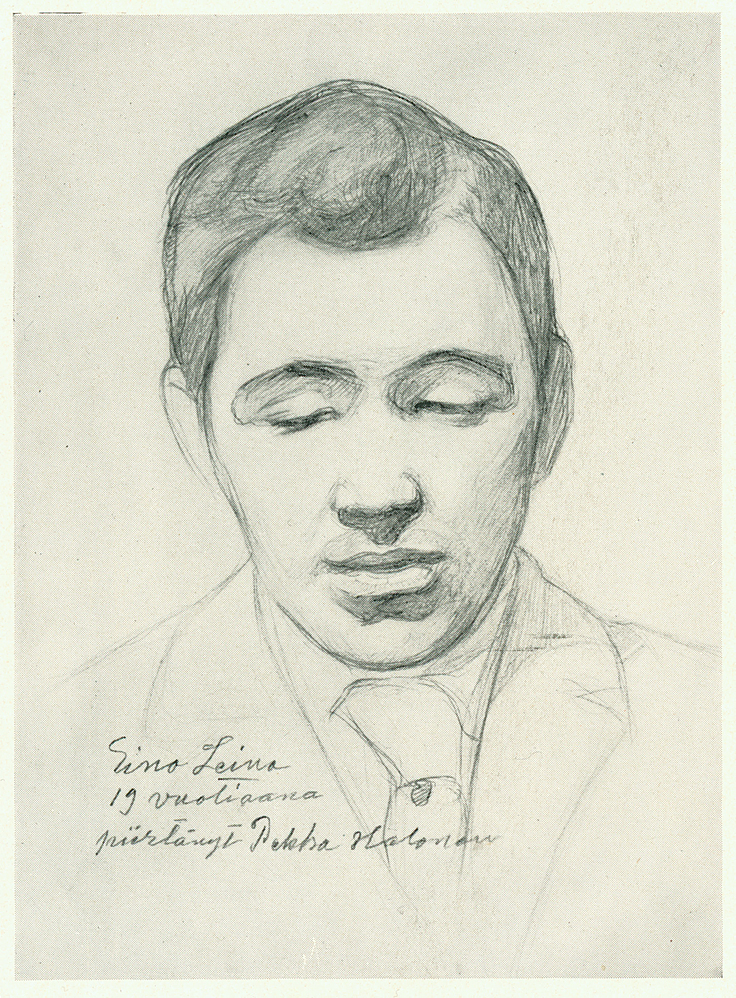
El joven Leino por Pekka Halonen en 1897.

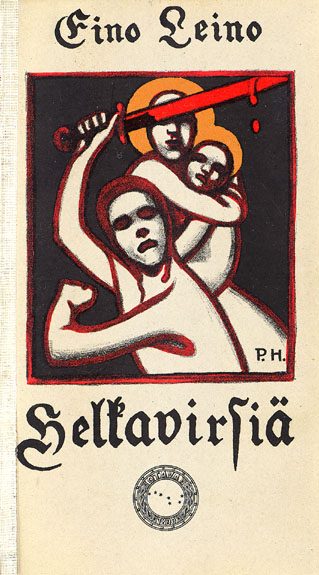
Portada de Helkavirsiä de Pekka Halonen, 1903.

### Infancia y juventud
Eino Leino nació el 6 de julio de 1878 en Paltaniemi (actualmente parte de Kajaani) en Paltamo, en el seno de un hogar campesino de clase media culta. El padre de Leino cambió su nombre de Antti Mustonen a Anders Lönnbohm para mejorar sus posibilidades con su futura esposa, que tenía formación en Derecho. Era un agrimensor empleado por el Estado, que también cultivaba la granja Hövelö de su propiedad.  La granja en las inmediaciones de Oulujärvi era la misma en la que Elias Lönnrot había vivido durante sus años en Kajaani unos cuarenta años antes. Tanto por parte de padre como de madre, Anna Emilia (de soltera Kyrenius), las raíces familiares de Leino se remontan a Liper y Sortavala en Carelia, y a través de su madre también a Varsinais-Suomi.
El espíritu de J. V. Snellman suomalista parecía surgir en el hogar de los Lönnbohm. El menor de una familia de diez hijos, Eino Leino creció siendo un hijo precoz que tomó influencias ideológicas y literarias de sus hermanos mayores Oskar, Kaarlo, Viktor y Kasimir. Kasimir Leino, en particular, transmitió a sus hermanos las influencias culturales paneuropeas de la época.
El ambiente intelectual de la infancia de Leino en Hövelö incluía la antigua tradición de cuentos de la Kainuu con sus conjuros y poemas, así como las coloridas historias de isonvihan y el castillo de Kajaani en Ostrobotnia del Norte. Los duros hechos de la vida eran recordados por los exploradores de alquitrán que se detenían en la playa de Hövelö de camino a Oulu desde las tierras hambrientas.
Tras asistir a la escuela primaria de Kajaani y al Liceo Finlandés de Oulu (1889-1890), Leino se trasladó a Hämeenlinna para vivir con su hermano, el periodista Oskar Lönnbohm. Se vio obligado a proceder así debido al deterioro de la situación económica de la familia tras la muerte de su padre en 1890. Se graduó en el Liceo Hämeenlinnan en ylioppilaaksi en 1895 a la edad de 16 años. Leino también comenzó sus estudios en la Universidad Imperial Alexander. 

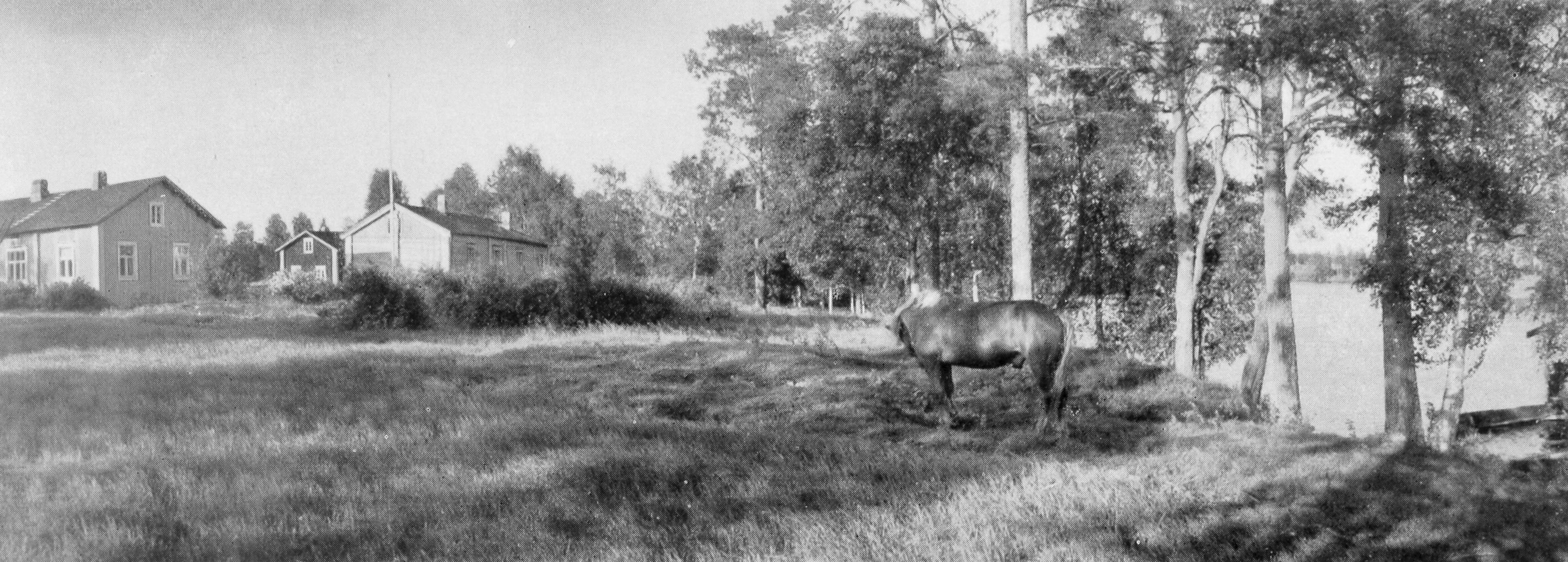
Lugar de nacimiento de Eino Leino Hövelö Paltaniemiye. El antiguo edificio principal de la granja a la derecha. Fotografía de Erkki Mikkola, década de 1930.

Los experimentos de Leino con la poesía comenzaron ya en sus años escolares. Publicó su primer poema a los 12 años, cuando Kajaani linna apareció en Hämeen Sanomat en otoño de 1890, con la ayuda de Oskar Lönnbohm, el editor del periódico.  Los poemas escritos para la revista manuscrita Vasama del Liceo de Hämeenlinna se publicaron posteriormente en nuevas versiones en la primera colección de poesía de Leino Maaliskuun lauluja (1896).  Durante sus años escolares en Hämeenlinna, Leino amplió sus conocimientos de literatura universal. Se familiarizó con los escritores clásicos en las clases de Latín. También aprendió a leer textos en alemán y francés: Heinrich Heine, Friedrich Nietzsche, Émile Zola, Guy de Maupassant. Leino comenzó su carrera como traductor de literatura universal con al obra de Runeberg Rey Fjalar', publicado por la Sociedad Finlandesa de Literatura en 1894.
Leino describió los acontecimientos de su entorno familiar y escolar en sus memorias Elämäni kuvakirja (1925).

### Trayectoria
Al principio de su carrera, Eino Leino fue muy querido y elogiado por la crítica. Se unió a los círculos literarios y periodísticos y se convirtió en miembro del círculo de Jóvenes Finlandeses. Entre los amigos de Leino estaban el artista Pekka Halonen y Otto Manninen, quien ganó fama como poeta y traductor.

#### Novelas de Routavuosi, dramas históricos, crítica cultural de la época

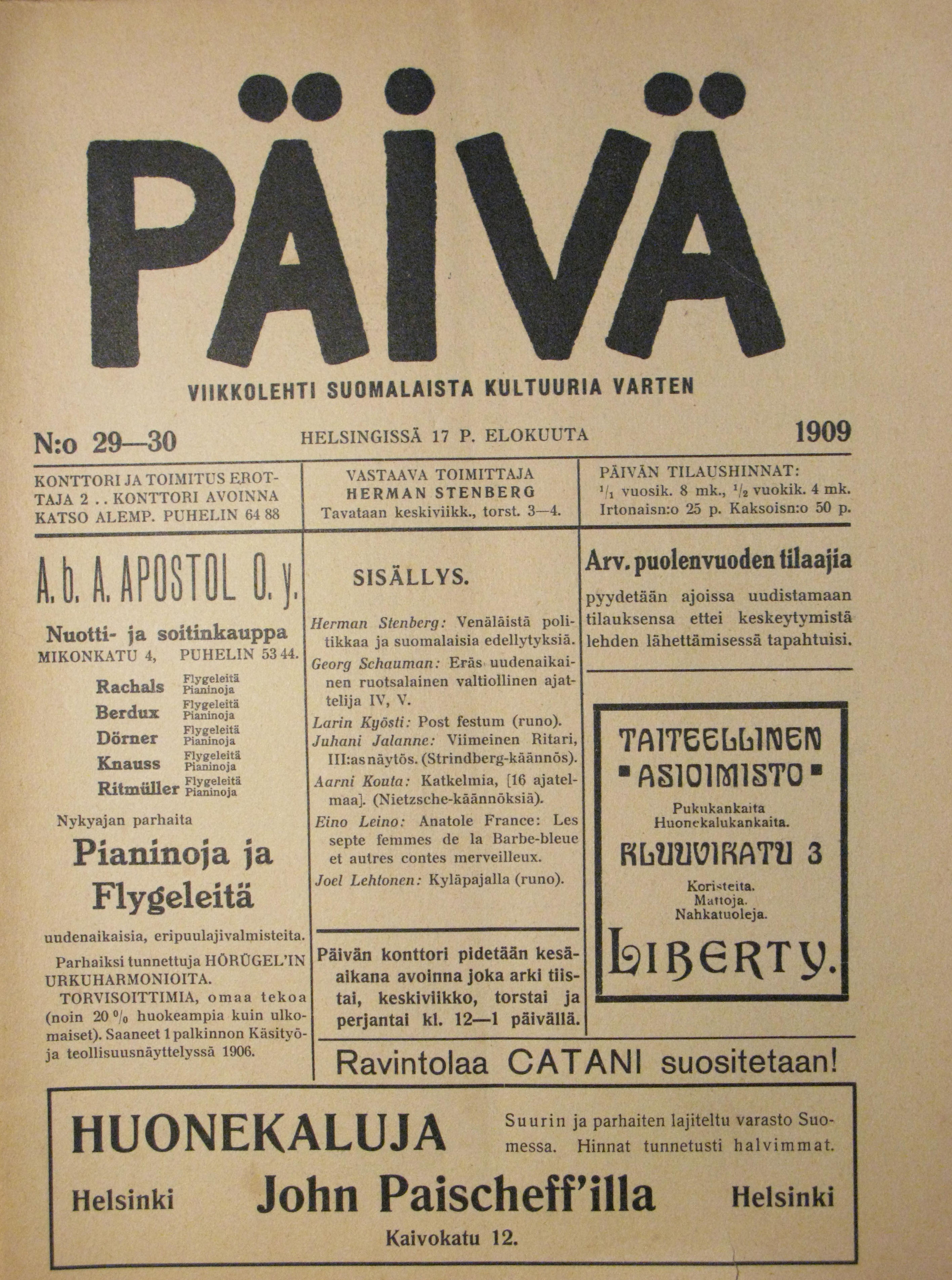
La revista cultural Päivä se publicó en Helsinki entre 1907 y 1911.

Tras la Gran Huelga, Leino se embarcó en un extenso relato de la época en lo que denominó sus novelas de la llamada «Rosa Rosa» - Tuomas Vitikka (1906), Jaana Rönty] (1907) y Olli Suurpää] (1908) - en las que continuó su polémica periodística lamentando las debilidades nacionales y distinguiendo los tipos de personas de la época, los apóstatas poco idealistas y los rebeldes desarraigados que acabaron en el anarquismo.  En su novela Tuomas Vitikka, Leino se burló del nacionalismo autosatisfecho y creó personajes satíricos de diferentes generaciones del movimiento nacionalista finlandés que eran fácilmente reconocibles para sus contemporáneos.
El gran interés de Leino por el teatro continuó tanto en la crítica teatral como en sus propias obras. Como modelo de su admirado August Strindberg, profundizó en la Edad Media histórica y guio el desarrollo del alma popular finlandesa en las obras Lalli (1907) y Maunu Tavast (1908). La obra Simo Hurtta (1908) continuaba el tema del anterior poema del mismo nombre.
La Gran Huelga, la Reforma Parlamentaria y las primeras elecciones parlamentarias de 1907 habían exacerbado los conflictos sociopolíticos y empujado a los partidos políticos finlandeses Vanhasuomalaiset, Ruotsinmieliset, Sosialistit y Nuorsuomalaiset a una desgarradora lucha por la influencia. Se inicia un nuevo «bache» en las relaciones con Rusia. El Joven Partido Finlandés también estaba dividido por disputas internas entre la burguesía conservadora  y el movimiento obrero burgués liberalista  y los reformistas sociales. En esta situación, Eino Leino empezó a romper con su papel de joven agitador político del diario finlandés Helsingin Sanomat. Decepcionado, temía que el viejo liberalismo ideológico de Taglehteläinen desapareciera en las maquinaciones de la política de gabinete y esperaba un debate cultural e ideológico más profundo sobre el futuro del país.
En el nuevo semanario Päivä', que reunía a círculos activistas y liberales de izquierda de habla finesa y sueca, aparecieron los famosos artículos de Leino Aleksis Kivi ja Päivä (10 de octubre de 1907), La celebración del Día de Runeberg una palabra (13 de febrero de 1908) y El espíritu de la esterilidad (1 de diciembre de 1908). En ellos intentó encontrar las causas de la discordia nacional y propuso su propia declaración de finlandés cultural, sustituyendo el finlandés programático construido sobre Runeberg y Snellman por una corriente más profunda basada en Aleksis Kivi y Elias Lönnrot. En sus artículos para Päivää, Leino criticaba, entre otras cosas, la «educación sacerdotal» de las escuelas y el «pesimismo cansino» de las clases civilizadas de la capital. En la celebración del Día de Runeberg, veía «mamarrachadas de tambores» y «diversión de clase alta».

### Trayectoria posterior
Ya en noviembre de 1917, Eino Leino había advertido con irritación en la revista Sunnuntai que el país estaba «al borde de la guerra civil», y criticó ferozmente a los socialistas cuando se propusieron «empujar su causa con sangre civil y los aguijones de un gobierno conquistador extranjero» (N.º 40-41 / 1917). La situación política, que desembocó en la Guerra civil finlandesa, fue una amarga experiencia para Leino, quien siempre había escrito a favor de la tolerancia y también apreciaba el movimiento obrero en el que contaba con buenos amigos. Leino vivió los acontecimientos de la primavera de 1918 en la Helsinki conquistada por los rojos, y describió sus experiencias en la novela de reportaje La conquista de Helsinki (1918). Saludó a la División Alemana del Mar Báltico, que había invadido el sur de Finlandia y conquistado Helsinki, como un libertador. Pero, por otro lado, Leino luego impulsó una amnistía general para hombres y mujeres de la Línea Roja en las cárceles y exigió la abolición de la pena de muerte. En abril de 1918, la serie de seis artículos de Leino titulada «Para los trabajadores finlandeses» se publicó en la revista socialdemócrata Työn valta («El poder del trabajo»), en la que él, como escritor imparcial perteneciente a la «pobreza civilizada», hizo un llamamiento enérgico por la paz y el entendimiento mutuo.«La socialdemocracia ya no tendría futuro en Finlandia a menos que fuera capaz de interiorizar los ideales eternos de legitimidad, democracia y libertad civil», escribió.
Después de la Guerra Civil Finlandesa, la fe idealista de Leino por la unidad nacional colapsó y su influencia como periodista y polemista se debilitó. Se le concedió una pensión de escritor estatal en 1918 a la edad de cuarenta años. Aunque publicó prolíficamente, tuvo problemas económicos y su salud se deterioró. «La vida es siempre una lucha con fuerzas eternas», dijo Leino en una carta en 1925 a su amigo Bertel Gripenberg.
Leino publicó más de 70 libros de poemas e historias. Las más famosas son las dos colecciones de poemas Helkavirsiä (1903 y 1916), en las que utiliza ampliamente la mitología y el folclore finlandeses.
Además de escribir poesía, Eino Leino escribió en periódicos sobre teatro y cultura en general, y tradujo obras de importantes escritores como Runeberg y Goethe. Fue la primera persona en Finlandia en traducir la Divina Comedia de Dante al finlandés.
En el verano de 1921, Leino viajó a Estonia para una gira escrita organizada por los amigos estonios-finlandeses Aino y Gustav Suits. Con sus veladas de poesía, presentaciones y celebraciones en Tartu y Tallin, el viaje se convirtió en un éxito y Eino Leino fue recibido en todas partes como un poeta significativo. Después de su viaje a Estonia, firmó su tercer matrimonio con la empleada bancaria Hanna Laitinen. El intento desesperado por obtener apoyo y seguridad terminó casi de inmediato con la separación de los cónyuges. En 1921, Leino solicitó la exención de la ciudadanía finlandesa. Escribió cartas al presidente KJ Ståhlberg y al jefe de Estado de Estonia Konstantin Päts pidiendo convertirse en ciudadano estonio. Leino estaba cansado de la falta de becas y las críticas que recibió.
Leino se casó tres veces y tuvo una hija, Helka. Murió en 1926 a la edad de 47 años y más tarde fue enterrado en el cementerio de Hietaniemi en Helsinki. Ya en ese momento como un hombre famoso, fue enterrado a expensas del estado, y al funeral asistieron el presidente LK Relander y otros estadistas del país.
La biografía más detallada de Leino fue escrita en la década de 1930 por su amante y colega L. Onerva. En la historia dramática, Onerva también escribe sobre su propia vida.
No existe certeza sobre la causa de la muerte de Eino Leino. En el trabajo del escritor Hannu Mäkelä, Mestari, la causa de la muerte de Leino se describe como enfermedad avanzada de la médula espinal y calcificación de los vasos sanguíneos, razón por la cual la sangre se filtró al cerebro. Se dice que previamente había confundido las funciones abdominales de Leino. Según Mäkelä, tanto el Dr. Wasastjerna como el Dr. Lindén determinaron la causa de la muerte. Por otro lado, el médico personal de Leino, Väinö Lindén, también sugirió que la causa de la muerte de Leino fue la sífilis, basándose en el margen biográfico de L. Onerva.

## Estilo e importancia literaria

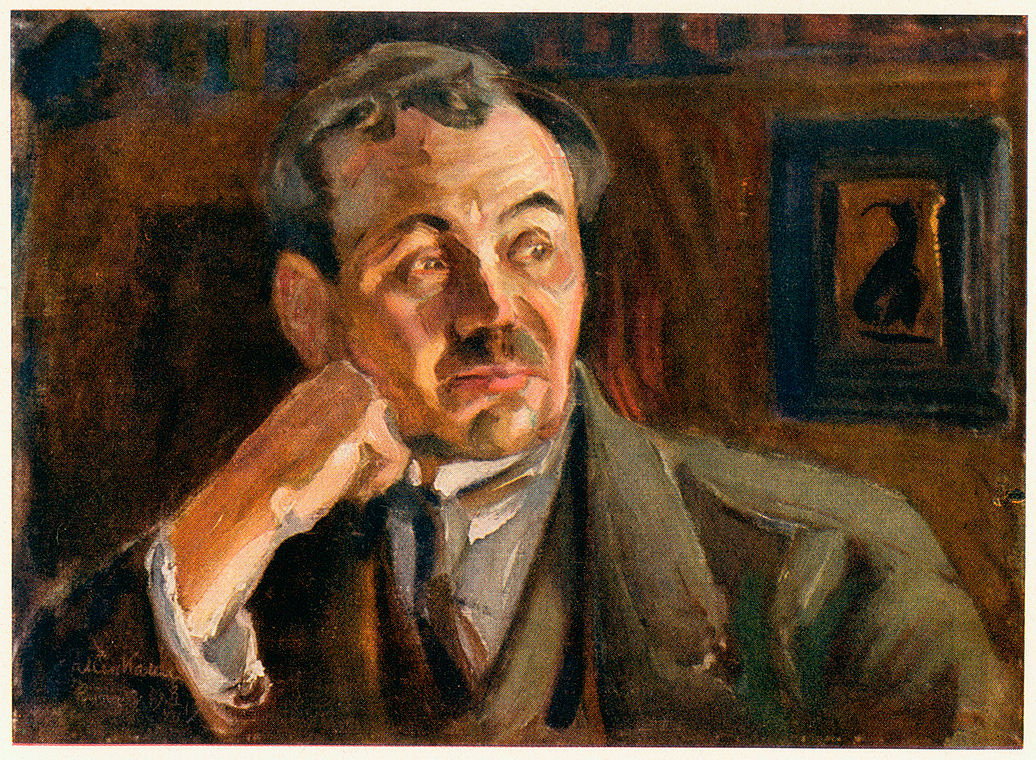
Retrato de Akseli Gallen-Kallela en 1917.

Se considera que Leino es el primer y más importante modelador del romanticismo nacional en la literatura finlandesa. En realidad, Leino acuñó el término neoromanticismo nacional por sí mismo para caracterizar las obras de talentos de la joven Finlandia como el compositor Jean Sibelius, el pintor Akseli Gallen-Kallela y el arquitecto Eliel Saarinen.
El estilo de Leino se desarrolló durante sus 35 años de carrera. En sus primeras obras, incluida su colección más famosa, Helkavirsiä (1903), es visible la influencia de la epopeya nacional Kalevala.
A mitad de su carrera, Leino tradujo clásicos de la literatura mundial al finlandés. Al mismo tiempo, escribe sus propias obras en varios géneros: poesía, teatro, ensayo, reseñas y otras piezas periodísticas. Su trabajo abarca una amplia gama emocional, desde el amor profundo hasta la misantropía y la crítica mordaz.
En sus últimos años, luego de luchas en su vida personal, Leino volvió a los temas románticos nacionales de su juventud.